# Теннер, Николай Карлович
Николай Карлович Теннер (29 января 1831 — после 1878) — русский военачальник, генерал-лейтенант (1878).

## Биография
Из дворян Минской губернии. Сын генерала от инфантерии Карла Ивановича Теннера (1783—1860) и Екатерины Еремеевны Савоини (1803—1876), дочери генерала Е. Я. Савоини. Старший брат — Иеремий Карлович Теннер, также имел чин генерал-лейтенанта.
Военное образование получил в Школе гвардейских подпрапорщиков и кавалерийских юнкеров, из которой был выпущен в 1848 году прапорщиком в Лейб-гвардии Финляндский полк. В составе полка принимал участие в подавлении Польского восстания, причём отличился 25 апреля 1863 года в сражении русского отряда генерал-майора Ганецкого с объединённым отрядом польских повстанцев Сераковского и Колышки при Медейке, и в последующих боях 26-27 апреля. Эти бои, произошедшие в Ковенской губернии, закончились полным поражением повстанцев.
После окончательного подавления восстания вернулся с полком в столичный Санкт-Петербург. Продолжая служить в Лейб-гвардии Финляндском полку, в 1862 году был произведён в полковники, но не стал полковым командиром (по штатам гвардейских полков, в них могло служить больше одного полковника). В 1864 году перешёл из лейб-гвардии в армию с повышением в должности, так как получил под своё командование 11-й гренадерский Фанагорийский генералиссимуса князя Суворова полк. 
Командовал Фанагорийским полком около девяти лет. В 1872 году был произведён в генерал-майоры, и в следующем году был назначен командиром 2-й бригады 4-й пехотной дивизии. На этом посту находился вплоть до 1878 года, когда по болезни был уволен в отставку с производством в генерал-лейтенанты, мундиром и пенсией.